# Copa do Mundo FIFA Sub-20 de 2001
A Copa do Mundo Sub-20 de 2001 foi a décima terceira edição deste evento esportivo, um torneio internacional de futebol masculino organizado pela Federação Internacional de Futebol (FIFA) para jogadores com até 20 anos de idade. O torneio foi realizado na Argentina entre 17 junho a 8 de julho com a participação de 24 seleções.
Os donos da casa conquistaram o quarto título na categoria ao vencer Gana por 3–0 na final, com uma campanha de sete vitórias em sete jogos disputados.

## Qualificação
| Confederação                                  | Torneio qualificatório                  | Classificado(s)                                          |
| --------------------------------------------- | --------------------------------------- | -------------------------------------------------------- |
| AFC (Ásia)                                    | Campeonato Asiático Sub-19 de 2000      | Iraque Japão China Irã                                   |
| CAF (África)                                  | Campeonato Africano Sub-20 de 2001      | Angola Gana Egito Etiópia                                |
| CONCACAF (América do Norte, Central e Caribe) | Campeonato da CONCACAF Sub-20 de 2001   | Canadá Costa Rica Estados Unidos Jamaica                 |
| CONMEBOL (América do Sul)                     | Campeonato Sul-Americano Sub-20 de 2001 | Brasil Paraguai Chile Equador                            |
| OFC (Oceania)                                 | Campeonato Sub-20 da OFC de 2001        | Austrália                                                |
| UEFA (Europa)                                 | Campeonato Europeu Sub-18 de 2000       | França Ucrânia Alemanha Tchéquia Finlândia Países Baixos |
| Anfitrião                                     | Anfitrião                               | Argentina                                                |

## Sedes
As seguintes cidades foram designadas a receber os jogos do torneio.
| Buenos Aires                                                                                          | Córdova                           | Mar del Plata                    |
| --- | --------------------------------- | -------------------------------- |
| Estádio José Amalfitani                                                                               | Estádio Olímpico Chateau Carreras | Estádio José María Minella       |
| Capacidade: 49 540                                                                                    | Capacidade: 57 000                | Capacidade: 35 354               |
| |                                   |                                  |
| Buenos Aires Córdova Mendoza Salta Mar del Plata RosárioCopa do Mundo FIFA Sub-20 de 2001 (Argentina) |                                   |                                  |
| Mendoza                                                                                               | Rosário                           | Salta                            |
| Estádio Malvinas Argentinas                                                                           | Estádio Newell's Old Boys         | Estádio Padre Ernesto Martearena |
| Capacidade: 40 268                                                                                    | Capacidade: 42 000                | Capacidade: 20 408               |
| |                                   |                                  |

## Fase de grupos
Todas as partidas seguiram o fuso horário local (UTC−3).

### Grupo A
| Pos | Equipe    | Pts | J | V | E | D | GP | GC | SG  | Classificado |
| --- | --------- | --- | - | - | - | - | -- | -- | --- | ------------ |
| 1   | Argentina | 9   | 3 | 3 | 0 | 0 | 14 | 2  | +12 | Fase final   |
| 2   | Egito     | 4   | 3 | 1 | 1 | 1 | 3  | 8  | −5  | Fase final   |
| 3   | Finlândia | 3   | 3 | 1 | 0 | 2 | 2  | 4  | −2  |              |
| 4   | Jamaica   | 1   | 3 | 0 | 1 | 2 | 1  | 6  | −5  |              |

### Grupo B
| Pos | Equipe   | Pts | J | V | E | D | GP | GC | SG | Classificado |
| --- | -------- | --- | - | - | - | - | -- | -- | -- | ------------ |
| 1   | Brasil   | 9   | 3 | 3 | 0 | 0 | 10 | 1  | +9 | Fase final   |
| 2   | Alemanha | 6   | 3 | 2 | 0 | 1 | 7  | 3  | +4 | Fase final   |
| 3   | Iraque   | 3   | 3 | 1 | 0 | 2 | 9  | 4  | +5 |              |
| 4   | Canadá   | 0   | 3 | 0 | 0 | 3 | 0  | 9  | −9 |              |

### Grupo C
| Pos | Equipe         | Pts | J | V | E | D | GP | GC | SG | Classificado |
| --- | -------------- | --- | - | - | - | - | -- | -- | -- | ------------ |
| 1   | Ucrânia        | 5   | 3 | 1 | 2 | 0 | 5  | 3  | +2 | Fase final   |
| 2   | China          | 4   | 3 | 1 | 1 | 1 | 1  | 1  | 0  | Fase final   |
| 3   | Estados Unidos | 4   | 3 | 1 | 1 | 1 | 5  | 3  | +2 | Fase final   |
| 4   | Chile          | 3   | 3 | 1 | 0 | 2 | 4  | 8  | −4 |              |

### Grupo D
| Pos | Equipe    | Pts | J | V | E | D | GP | GC | SG | Classificado |
| --- | --------- | --- | - | - | - | - | -- | -- | -- | ------------ |
| 1   | Angola    | 5   | 3 | 1 | 2 | 0 | 3  | 2  | +1 | Fase final   |
| 2   | Tchéquia  | 4   | 3 | 1 | 1 | 1 | 3  | 3  | 0  | Fase final   |
| 3   | Austrália | 4   | 3 | 1 | 1 | 1 | 3  | 4  | −1 | Fase final   |
| 4   | Japão     | 3   | 3 | 1 | 0 | 2 | 4  | 4  | 0  |              |

### Grupo E
| Pos | Equipe        | Pts | J | V | E | D | GP | GC | SG | Classificado |
| --- | ------------- | --- | - | - | - | - | -- | -- | -- | ------------ |
| 1   | Costa Rica    | 9   | 3 | 3 | 0 | 0 | 7  | 2  | +5 | Fase final   |
| 2   | Equador       | 4   | 3 | 1 | 1 | 1 | 3  | 3  | 0  | Fase final   |
| 3   | Países Baixos | 4   | 3 | 1 | 1 | 1 | 5  | 6  | −1 | Fase final   |
| 4   | Etiópia       | 0   | 3 | 0 | 0 | 3 | 4  | 8  | −4 |              |

### Grupo F
| Pos | Equipe   | Pts | J | V | E | D | GP | GC | SG | Classificado |
| --- | -------- | --- | - | - | - | - | -- | -- | -- | ------------ |
| 1   | Gana     | 7   | 3 | 2 | 1 | 0 | 3  | 1  | +2 | Fase final   |
| 2   | França   | 5   | 3 | 1 | 2 | 0 | 7  | 2  | +5 | Fase final   |
| 3   | Paraguai | 4   | 3 | 1 | 1 | 1 | 5  | 4  | +1 | Fase final   |
| 4   | Irã      | 0   | 3 | 0 | 0 | 3 | 0  | 8  | −8 |              |

### Melhores terceiros classificados
As melhores quatro seleções terceiro colocadas nos grupos também avançaram para as oitavas de final.
| Pos | Grp | Equipe        | Pts | J | V | E | D | GP | GC | SG | Result     |
| --- | --- | ------------- | --- | - | - | - | - | -- | -- | -- | ---------- |
| 1   | F   | Paraguai      | 4   | 3 | 1 | 1 | 1 | 5  | 4  | +1 | Fase final |
| 2   | C   | China         | 4   | 3 | 1 | 1 | 1 | 1  | 1  | 0  | Fase final |
| 3   | E   | Países Baixos | 4   | 3 | 1 | 1 | 1 | 5  | 6  | −1 | Fase final |
| 4   | D   | Austrália     | 4   | 3 | 1 | 1 | 1 | 3  | 4  | −1 | Fase final |
| 5   | A   | Finlândia     | 3   | 3 | 1 | 0 | 2 | 2  | 4  | −2 |            |
| 6   | B   | Iraque        | 3   | 3 | 1 | 0 | 2 | 5  | 9  | −4 |            |

## Fase final

### Esquema
|  | Oitavas de final            | Oitavas de final     |                           |   | Quartas de final | Quartas de final |                           |                           | Semifinais | Semifinais |  |  | Final | Final |
|  |                             |                      |                           |   |                  |                  |                           |                           |            |            |  |  |       |       |
|  | 27 de junho – Buenos Aires  |                      |                           |   |                  |                  |                           |                           |            |            |  |  |       |       |
|  |                             |                      |                           |   |                  |                  |                           |                           |            |            |  |  |       |       |
|  | Argentina                   | 2                    |                           |   |                  |                  |                           |                           |            |            |  |  |       |       |
|  | Argentina                   | 2                    | 1 de julho – Buenos Aires |   |                  |                  |                           |                           |            |            |  |  |       |       |
|  | China                       | 1                    |                           |   |                  |                  |                           |                           |            |            |  |  |       |       |
|  | China                       | 1                    | Argentina                 | 3 |                  |                  |                           |                           |            |            |  |  |       |       |
|  | 27 de junho – Córdova       |                      | Argentina                 | 3 |                  |                  |                           |                           |            |            |  |  |       |       |
|  |                             | França               | 1                         |   |                  |                  |                           |                           |            |            |  |  |       |       |
|  | França                      | França               | 1                         | 3 |                  |                  |                           |                           |            |            |  |  |       |       |
|  | França                      |                      | 4 de julho – Buenos Aires | 3 |                  |                  |                           |                           |            |            |  |  |       |       |
|  | Alemanha                    | 2                    |                           |   |                  |                  |                           |                           |            |            |  |  |       |       |
|  | Alemanha                    | 2                    | Argentina                 | 5 |                  |                  |                           |                           |            |            |  |  |       |       |
|  | 28 de junho – Salta         |                      | Argentina                 | 5 |                  |                  |                           |                           |            |            |  |  |       |       |
|  |                             | Paraguai             | 0                         |   |                  |                  |                           |                           |            |            |  |  |       |       |
|  | Costa Rica                  | Paraguai             | 0                         | 1 |                  |                  |                           |                           |            |            |  |  |       |       |
|  | Costa Rica                  | 1 de julho – Mendoza |                           | 1 |                  |                  |                           |                           |            |            |  |  |       |       |
|  | Tchéquia                    | 2                    |                           |   |                  |                  |                           |                           |            |            |  |  |       |       |
|  | Tchéquia                    | 2                    | Tchéquia                  | 0 |                  |                  |                           |                           |            |            |  |  |       |       |
|  | 28 de junho – Mendoza       |                      | Tchéquia                  | 0 |                  |                  |                           |                           |            |            |  |  |       |       |
|  |                             | Paraguai             | 1                         |   |                  |                  |                           |                           |            |            |  |  |       |       |
|  | Ucrânia                     | Paraguai             | 1                         | 1 |                  |                  |                           |                           |            |            |  |  |       |       |
|  | Ucrânia                     |                      | 8 de julho – Buenos Aires | 1 |                  |                  |                           |                           |            |            |  |  |       |       |
|  | Paraguai                    | 2                    |                           |   |                  |                  |                           |                           |            |            |  |  |       |       |
|  | Paraguai                    | 2                    | Argentina                 | 3 |                  |                  |                           |                           |            |            |  |  |       |       |
|  | 28 de junho – Rosário       |                      | Argentina                 | 3 |                  |                  |                           |                           |            |            |  |  |       |       |
|  |                             | Gana                 | 0                         |   |                  |                  |                           |                           |            |            |  |  |       |       |
|  | Angola                      | Gana                 | 0                         | 0 |                  |                  |                           |                           |            |            |  |  |       |       |
|  | Angola                      | 1 de julho – Rosário |                           | 0 |                  |                  |                           |                           |            |            |  |  |       |       |
|  | Países Baixos               | 2                    |                           |   |                  |                  |                           |                           |            |            |  |  |       |       |
|  | Países Baixos               | 2                    | Países Baixos             | 1 |                  |                  |                           |                           |            |            |  |  |       |       |
|  | 27 de junho – Buenos Aires  |                      | Países Baixos             | 1 |                  |                  |                           |                           |            |            |  |  |       |       |
|  |                             | Egito                | 2                         |   |                  |                  |                           |                           |            |            |  |  |       |       |
|  | Estados Unidos              | Egito                | 2                         | 0 |                  |                  |                           |                           |            |            |  |  |       |       |
|  | Estados Unidos              |                      | 4 de julho – Córdova      | 0 |                  |                  |                           |                           |            |            |  |  |       |       |
|  | Egito                       | 2                    |                           |   |                  |                  |                           |                           |            |            |  |  |       |       |
|  | Egito                       | 2                    | Egito                     | 0 |                  |                  |                           |                           |            |            |  |  |       |       |
|  | 28 de junho – Mar del Plata |                      | Egito                     | 0 |                  |                  |                           |                           |            |            |  |  |       |       |
|  |                             | Gana                 | 2                         |   | Terceiro lugar   | Terceiro lugar   |                           |                           |            |            |  |  |       |       |
|  | Gana                        | Gana                 | 2                         | 1 | Terceiro lugar   | Terceiro lugar   |                           |                           |            |            |  |  |       |       |
|  | Gana                        | 1 de julho – Córdova | 1 de julho – Córdova      | 1 |                  |                  | 8 de julho – Buenos Aires | 8 de julho – Buenos Aires |            |            |  |  |       |       |
|  | Equador                     | 1 de julho – Córdova | 1 de julho – Córdova      | 0 |                  |                  | 8 de julho – Buenos Aires | 8 de julho – Buenos Aires |            |            |  |  |       |       |
|  | Equador                     | Gana (pro)           | 2                         | 0 | Paraguai         | 0                |                           |                           |            |            |  |  |       |       |
|  | 27 de junho – Córdova       | Gana (pro)           | 2                         |   | Paraguai         | 0                |                           |                           |            |            |  |  |       |       |
|  |                             | Brasil               | 1                         |   | Egito            | 1                |                           |                           |            |            |  |  |       |       |
|  | Brasil                      | Brasil               | 1                         | 4 | Egito            | 1                |                           |                           |            |            |  |  |       |       |
|  | Brasil                      |                      |                           | 4 |                  |                  |                           |                           |            |            |  |  |       |       |
|  | Austrália                   | 0                    |                           |   |                  |                  |                           |                           |            |            |  |  |       |       |
|  | Austrália                   | 0                    |                           |   |                  |                  |                           |                           |            |            |  |  |       |       |

### Final
| 8 de julho | Argentina                                | 3 – 1     | Gana | Estádio José Amalfitani, Buenos Aires               |
| 15:45      | Colotto 6' · Saviola 14' · Rodríguez 73' | Relatório |      | Público: 32 000 Árbitro: ESP Manuel Mejuto González |

## Premiação
| Copa do Mundo FIFA Sub-20 de 2001 |
| Argentina                         |
| --------------------------------- |
| ARGENTINA Campeã (4º título)      |